# Indolestes inflatus
Indolestes inflatus là loài chuồn chuồn trong họ Lestidae. Loài này được Fraser mô tả khoa học đầu tiên năm 1933.